# Thomasciklid
Thomasciklid, också kallad tomasciklid och tomatciklid (Anomalochromis thomasi) är en fiskart som först beskrevs av Boulenger, 1915. Thomascikliden ingår i släktet Anomalochromis och familjen Cichlidae. IUCN kategoriserar arten globalt som livskraftig. Inga underarter finns listade i Catalogue of Life.